# Idioma totonaco
El totonaco es una macrolengua perteneciente a la familia totonaco-tepehua.

## Descripción lingüística
En esta lengua principalmente el totonaco de Misantla con referencias al totonaco de Papantla.
```
Fonología 
```

Existen algunas diferencias menores entre los repertorios de fonemas consonánticos de los dialectos totonacos. En cuanto al sistema vocálico es el mismo en todas las variedades.
El inventario de consonantes de Totonaco de Misantla es el siguiente:
|              | Labial | Alveolar | Palatal | Velar | Uvular | Glotal |
| ------------ | ------ | -------- | ------- | ----- | ------ | ------ |
| Oclusivas    | p      | t        |         | k     | q      | ʔ      |
| Fricativas   |        | s, ɬ     | ʃ       |       |        | h      |
| Africadas    |        | t͡s       | t͡ʃ      |       |        |        |
| Aproximantes | w      | l        | j       |       |        |        |
| Nasales      | m      | n        |         |       |        |        |

La correspondencia entre los signos del Alfabeto Fonético Internacional y la ortografía convencional para esta lengua es: /ʦ/ = <tz>, /tʃ/ = <ch>, /j/ = <y>, /ɬ/ = <lh>, /ʃ/ = <x>.

### Gramática
El verbo transitivo generalmente marca tanto la persona sujeto como la persona objeto, es decir, existe concordancia tanto de objeto como de sujeto. Además existe una jerarquía entre la primera, segunda y tercera persona que implica cambio en los prefijos usadas como marca del verbo.
El totonaco es una lengua aglutinante, en la cual las palabras están compuestas frecuentemente por varias raíces. El sistema verbal del totonaco es complejo. La conjugación verbal usa abundantemente prefijos que señalan permiten diferentes formas al verbo. El verbo posee varios tiempos verbales y cuya conjugación es casi completamente regular. Al igual que el español, tiene 3 clases de verbos o "conjugaciones" que se conjugan de manera diferente, dependiendo de la terminación del verbo. No existe el infinitivo; aunque se toma la conjugación en presente de la tercera persona del singular como infinitivo, ya que es la que posee menos flexión.
El totonaco conjuga en presente, pretérito, imperfecto, futuro, presente continuo, pasado continuo, presente perfecto, pluscuamperfecto, condicional e imperativo-subjuntivo.
Tiene verbos irregulares que cambian en todos los tiempos pero solo para las segundas personas - ya sea singular o plural. Ejemplos: El verbo an (ir) y sus derivados: lin (llevar), lakgchan (alcanzar), chan (llegar allá). El verbo min (venir) y sus derivados: limin (traer), chin (llegar aquí), etc.
```
*Pronombres*
```

Los pronombres personales en totonaco son los siguientes (en la variante de papantla):
|             | Singular       | Singular     | Plural                 | Plural            |
|             | Forma sujeto   | Posesivo     | Forma sujeto           | Posesivo          |
| ----------- | -------------- | ------------ | ---------------------- | ----------------- |
| 1.ª persona | akit 'yo'      | kila 'mío'   | akin 'nosotros'        | kilakan nuestro   |
| 2.ª persona | wix 'tú'       | mila tuyo'   | wixin 'ustedes'        | milakan 'vuestro' |
| 3.ª persona | xla 'él / ella | xla 'suyo/a' | xlakan 'ellos / ellas' | xlakan 'suyos/as' |

En las variantes de la sierra akit puede ser kit o nkit, también akin puede ser akinin.
Para expresar posesión se usan los siguientes prefijos y sufijos:
Ejemplo para la palabra chik, casa.
| SINGULAR | Español                | PLURAL     | Español                    |
| -------- | ---------------------- | ---------- | -------------------------- |
| kinchik  | mi casa                | kinchikkan | nuestra casa               |
| minchik  | tu casa                | minchikkan | su casa (de ustedes)       |
| xchik    | su casa (de él / ella) | xchikkan   | su casa (de ellos / ellas) |

#### Numerales y prefijos numerales
El totonaco, como la mayoría de lenguas de Mesoamérica tiene un sistema de numeración vigesimal. Los números del uno al veinte no existen por sí solos, se les tiene que agregar un prefijo clasificador que indica qué tipo de entidad se está contando. El prefijo clasificador puede referirse al tamaño del objeto, forma, etc. Esto es similar a los clasificadores de los determinantes del chino y otras lenguas.
El prefijo más frecuente es akg- que indica que lo que se cuenta es algo redondo, como una naranja, un limón, un año, o algo abstracto, como un pensamiento, también se usa cuando el objeto a contar no tiene un prefijo numérico. Otros prefijos clasificadores:
cha- Se usa para designar personas: chatum lataman kiwani... (una persona me dijo...).
kgan- Usado para cosas alargadas o cilíndricas, como ríos, calles, postes: Kgantutu kgalhtuchokgo (tres ríos).
kge- Para bultos o rollitos, como un tercio de leña, plátanos, etc.
mak- Se usa para contar cosas delgadas y con superficies planas como tortillas, papeles, libros.
mus- Racimos, como manos de plátano, etc.
pakg- Cosas muy delgadas como hojas de árbol, de libreta, láminas, etc.
pukgalh- Para macetas, plantas, etc.
tan- Para numerar animales.
Así podemos decir kgetum sekgna y nos referimos a un plátano, mustum sekgna y nos referimos a un racimo de plátano pukgalhtum sekgna y ahora hablamos de una mata de plátano.
1.- akgtum
2.- akgtuy (akgtiy)
3.- akgtutu
4.- akgtati
5.- akgkitsis
6.- akgchaxan
7.- akgtujun
8.- akgtsayan
9.- akgnajatsa
10.- akgkaw
11.- akgkawitu
12.- akgkutuy (akgkutiy)
13.- akgkututu
14.- akgkutati
15.- akgkukitsis
16.- akgkuchaxan
17.- akgkutujun
18.- akgkutsayan
19.- akgkunajatsa
20.- puxam
El carácter vigesimal se aprecia en los siguientes números:
21.- puxamatum
29.- puxamanajatsa
30.- puxamakaw
40.- tipuxam
50.- tipuxamakaw
60.- tutupuxam
70.- tutupuxamakaw
80.- tatipuxam
90.- tatipuxamakaw
99.- tatipuxamakunajatsa
100.- kitsis puxam
400.- tum taman o pixtum

### Muestra de texto
El siguiente texto procede del totonaco de Papantla:
| Xa kilhtsukut chichi chu xa papa                                                                                              | El Origen del sol y de la luna                                                                        |
| --- | --- |
| Maqasa ix wija tilanka pulataman, nachu kapoqlhwa ix lamaka.                                                                  | Hace mucho tiempo, cuando el mundo ya estaba creado, todo se hallaba entre penumbras                  |
| Ama kilhtamaku ix wi chatutu lanka mapaqsinanim, jae ix kalilaqapaskan "reyes", nachu lhan ix takatsi laqsqalalan ix tawanit. | La gente de entonces era gobernada por tres reyes, estos eran hombres muy buenos, filósofos y sabios. |
| Nak kakilhtamaku kapoqlhwa ix lamanka, ninajtu ix wanit chichini ni pala papa.                                                | Pues no existían el sol ni la luna.                                                                   |

## Variantes
Las lenguas totonacas entre sí pueden diferir tanto como las lenguas románicas entre sí, por lo que entre varias de las lenguas totonacas no existe inteligibilidad mutua:
| Lengua                               | Código-ISO | Ubicación                                                                               | Hablantes           |
| ------------------------------------ | ---------- | --------------------------------------------------------------------------------------- | ------------------- |
| Totonaco de Coyutla                  | toc        | Coyutla, Veracruz                                                                       | 48,062 (2000 WCD)   |
| Totonaco de Filomeno Mata-Coahuitlán | tlp        | Pueblo de Filomeno-Mata, Sierra de Veracruz, rodeado por el Totonaco de la Sierra       | 15,108 (2000 WCD)   |
| Tototonaco de la Sierra              | tos        | Alrededores de Zacatlán y Veracruz                                                      | 120,000             |
| Totonaco de Ozumatlán                | tqt        | Norte de Puebla: Ozumatlán, Tepetzintla, Tlapehuala, San Agustín                        | 4,000 (1990 censo). |
| Totonaco de Papantla                 | top        | Alrededor de Papantla, central lowland Veracruz                                         | 80,000 (1982 SIL).  |
| Totonaco del río Necaxa              | tot        | Noreste de Puebla: Patla, Chicontla, Tecpatlán                                          | 4,000 (2005 censo)  |
| Totonaco de Xicotepec                | too        | In 30 aldeas alrededor de Xicotepec de Juárez sierra septentrional de Puebla y Veracruz | 3,000               |
| Totonaco de Misantla                 | tlc        | Yecuatla y Misantla en el Sur de Veracruz                                               | <500                |